# Daya Nueva
Daya Nueva (valencianisch: Daia Nova) ist eine spanische Gemeinde (municipio) in der Provinz Alicante mit einer Bevölkerung von 1.832 Einwohnern (Stand: 2024). 

## Lage
Daya Nueva liegt etwa 40 Kilometer südwestlich von Alicante und etwa 45 Kilometer ostnordöstlich von Murcia in einer Höhe von ca. 5 m. Das Mittelmeer liegt in etwa zwölf Kilometern östlicher Richtung. Die Autopista AP-7 führt durch die Gemeinde.  

## Geschichte

### Bevölkerungsentwicklung
| Jahr      | 1970 | 1981 | 1991 | 2001 | 2011 | 2021 |
| Einwohner | 1136 | 1170 | 1199 | 1175 | 1988 | 1757 |

## Sehenswürdigkeiten
- Michaeliskirche (Iglesia de San Miguel)
- Rathaus

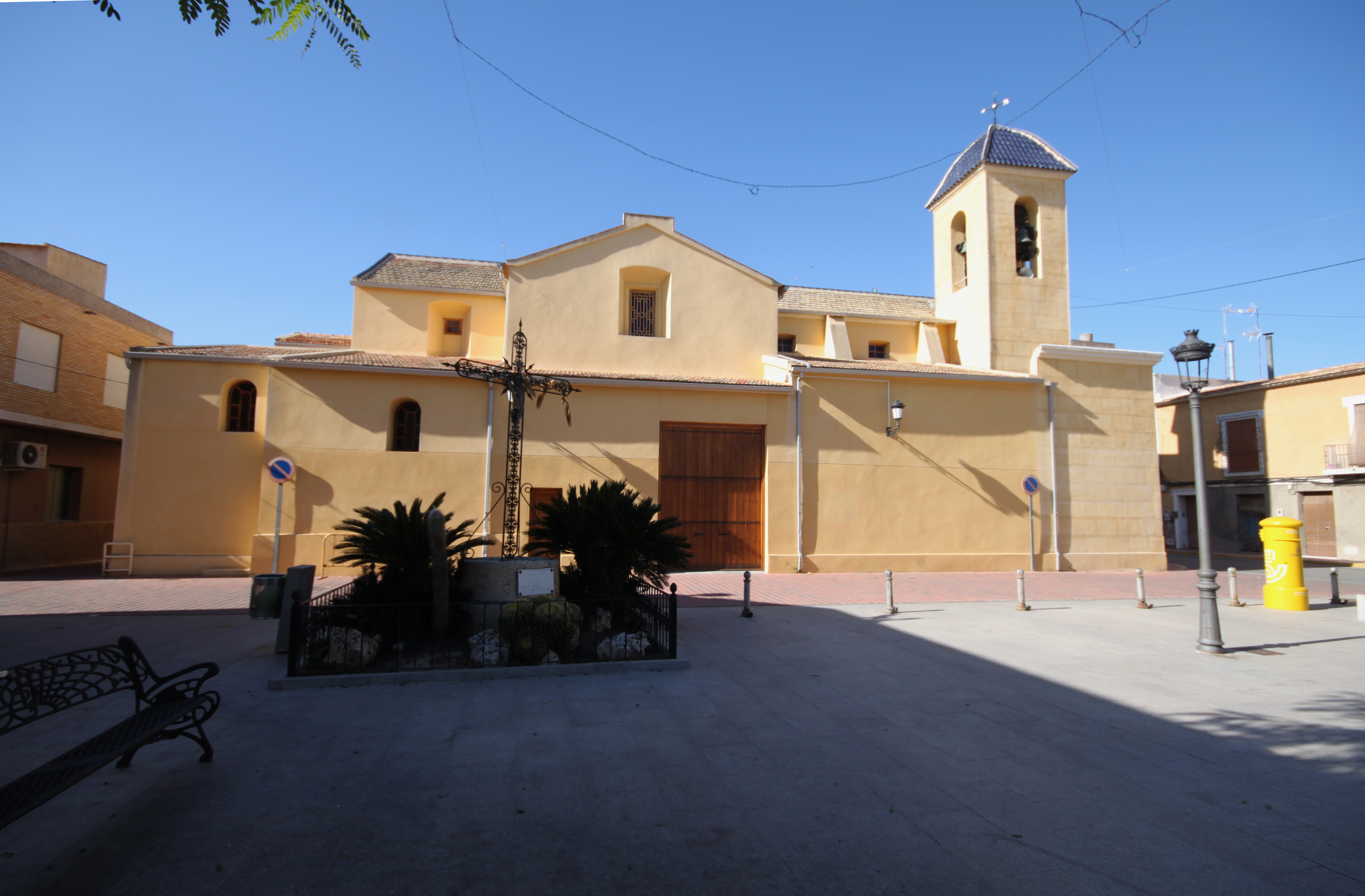
Michaeliskirche
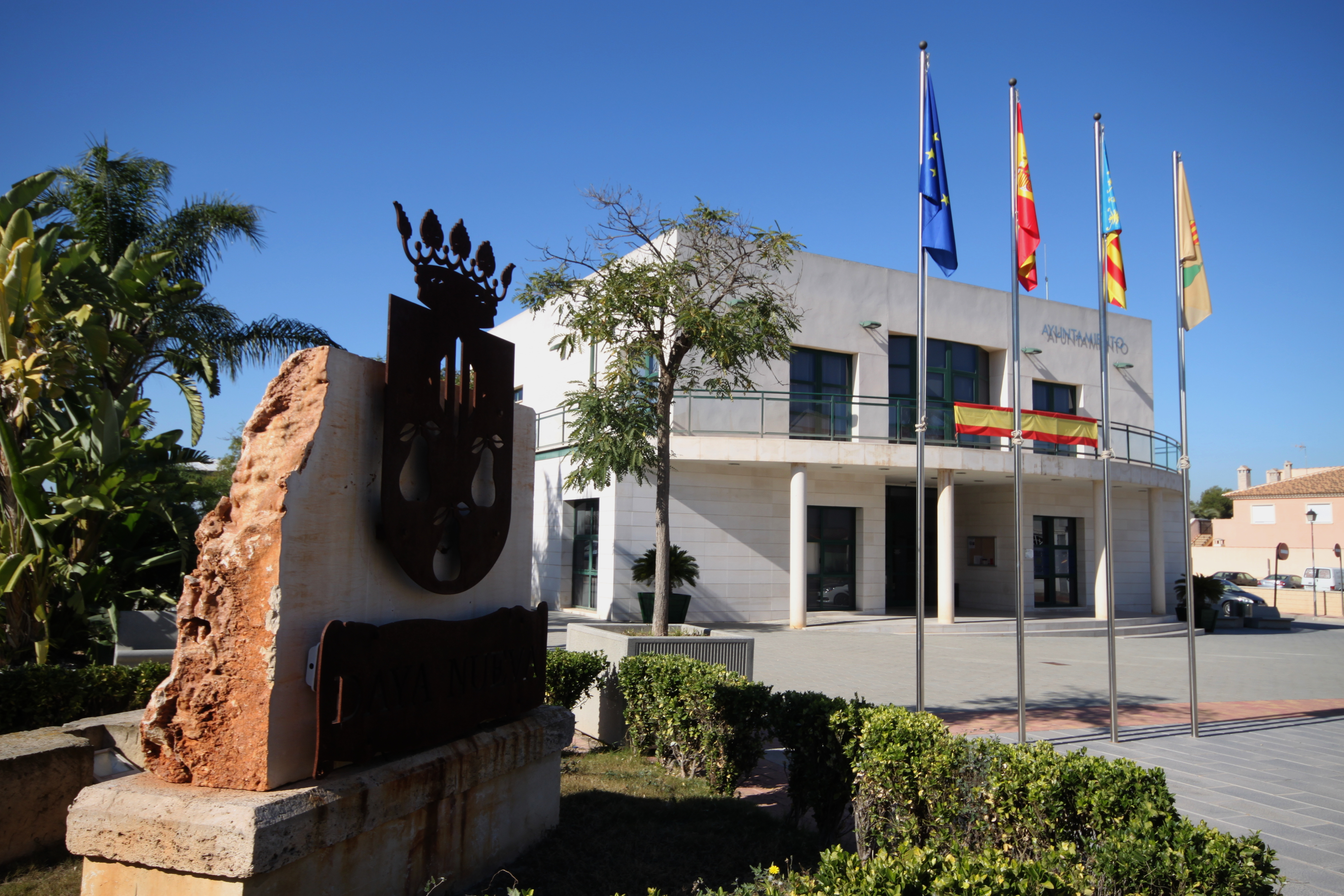
Rathaus